# Amazonas 4B
O Amazonas 4B foi um satélite de comunicação geoestacionário espanhol que seria construído pela Orbital Sciences Corporation (OSC). Ele seria colocado na posição orbital de 61 graus de longitude oeste e ia ser operado pela Hispasat. O satélite seria baseado na plataforma GEOStar-2 Bus e teria uma expectativa de vida útil de 15 anos. Mas, acabou sendo cancelado devido aos problemas de alimentação do satélite Amazonas 4A.

## História
O contrato para a construção dos satélites Amazonas 4A e Amazonas 4B foi assinado em junho de 2012, o lançamento do Amazonas 4B estava prevista para 2015. O contrato para o satélite Amazonas 4B foi cancelado no final de 2014, por causa dos problemas de alimentação do Amazonas 4A. O Amazonas 4B foi substituído pelo Amazonas 5.

## Lançamento
O satélite estava previsto para ser lançado ao espaço no ano de 2015, por meio de um veiculo de lançamento que ainda não tinha sido selecionado e contratado.

## Capacidade e cobertura
O Amazonas 4B estava projetado para ser equipado com 18 transponders em banda Ku (14 para usuários e 4 para Gateways) para fornecer cobertura para a América do Sul.